# Lint (Belgia)
Lint este o comună din regiunea Flandra din Belgia. Suprafața totală a comunei este de 5,57 km². La 1 ianuarie 2008 comuna avea 8.089 locuitori. 
Lint se învecinează cu comunele Hove, Boechout, Kontich, Lier și Duffel.
1. ↑  Totale oppervlakte volgens het Kadasterregister, België, gewesten en provincies (în neerlandeză), Algemene Directie Statistiek[*]